# Sandra Dumaresq
Sandra Dumaresq est une actrice québécoise native de Rivière-au-Renard en Gaspésie.

## Biographie
Dès son jeune âge, elle porte de l'intérêt pour la comédie. À l'adolescence, elle joue dans les pièces de théâtre présentées au Manoir Lebouthillier. Elle fait ses études en théâtre au cégep de St-Hyacinthe. Depuis, elle a participé à plusieurs émissions connues.
Depuis 2006, elle forme avec Sylvie Moreau le duo Les Country Girls. Elles font une tournée avec ce spectacle alliant chant et comédie. En octobre 2013 sort leur album Parties pour la gloire.
Elle est la mère de deux enfants Léo et Béatrice. Elle a été mariée à l'acteur Denis Bouchard. Ils se sont séparés.

## Filmographie

### Cinéma
- 2008 : En plein cœur : patronne
- 2017 : Le Problème d'infiltration : Robert Morin

### Télévision
- 1993 : Embrasse-moi, c'est pour la vie (TV) : Fille 'nerd'
- 1994 - 1995: Watatatow (série télévisée) : Camille
- 1994 : 4 et demi... (série télévisée) : Amie, visiteuse
- 1998 : L'Ombre de l'épervier (série télévisée) : Lise Rancourt
- 1999 : Rue l'Espérance (série télévisée) : Geneviève
- 2001 : La Vie, la vie (série télévisée) : Cliente de Marie
- 2002 : Les Poupées russes (série télévisée) : Alice Rancourt
- 2003 - 2009 : 450, chemin du Golf (série télévisée) : Dorianne
- 2013 : Trauma (série télévisée) : Johanne Marleau
- 2018 : Fugueuse (série télévisée) : Lucie Després
- (2017 à 2018 à la télévision) : Catastrophe, Louise Archambault